# Pallavolo Pontecagnano Faiano 2011-2012
Questa voce raccoglie le informazioni riguardanti la Pallavolo Pontecagnano Faiano nelle competizioni ufficiali della stagione 2011-2012.

## Organigramma societario
Area direttiva
- Presidente: Carmine Malangone

Area tecnica
- Allenatore: Gianpaolo Marino (fino al 23 gennaio 2012), Emiliano Giandomenico (dal 19 febbraio 2012)
- Allenatore in seconda: Giovanni Peduto
- Scout man: Giovanni Del Basso

Area sanitaria
- Medico: Donato Pierro
- Preparatore atletico: Gianpaolo Marino (fino al 23 gennaio 2012)
- Fisioterapista: Donato Izzo

## Rosa
| N° | Nome                | Ruolo | Data di nascita   | Nazionalità sportiva |
| -- | ------------------- | ----- | ----------------- | -------------------- |
| 1  | Ylenia Vanni        | C     | 3 settembre 1984  | Italia               |
| 2  | Mariann Nagy        | S     | 2 luglio 1976     | Ungheria             |
| 3  | Adriana Kostadinova | S     | 19 ottobre 1982   | Italia               |
| 4  | Giada Gorini        | P     | 24 febbraio 1988  | Italia               |
| 5  | Giulia Fumagalli    | C     | 5 dicembre 1986   | Italia               |
| 6  | Ilaria Cacace       | P     | 6 gennaio 1986    | Italia               |
| 10 | Isabella Zilio      | L     | 5 marzo 1983      | Italia               |
| 11 | Giusy Astarita      | S     | 18 aprile 1988    | Italia               |
| 12 | Luciana Lauro       | S     | 28 febbraio 1989  | Italia               |
| 13 | Antonella Micca     | L     | 31 luglio 1982    | Italia               |
| 14 | Petja Cekova        | S     | 13 ottobre 1986   | Bulgaria             |
| 15 | Milagros Collar     | S     | 15 aprile 1988    | Spagna               |
| 18 | Michela Ricciardi   | C     | 22 settembre 1991 | Italia               |

## Risultati

### Serie A2

#### Girone di andata
| 1ª giornata - 9 ottobre 2011 PalaPozzillo, Sala Consilina             | Antares             | 3 - 1 | Pontecagnano Faiano | 25-22, 23-25, 25-22, 25-19        |
| 2ª giornata - 16 ottobre 2011 PalaSchiavo, Battipaglia                | Pontecagnano Faiano | 0 - 3 | Verona              | 28-30, 18-25, 22-25               |
| 3ª giornata - 23 ottobre 2011 PalaBaslenga, Casalmaggiore             | Casalmaggiore       | 3 - 0 | Pontecagnano Faiano | 25-12, 25-15, 25-20               |
| 4ª giornata - 30 ottobre 2011 PalaBerlinguer, Bellizzi                | Pontecagnano Faiano | 2 - 3 | Terre Verdiane      | 25-20, 25-15, 17-25, 19-25, 13-25 |
| 5ª giornata - 6 novembre 2011 PalaScoppa, Soverato                    | Soverato            | 2 - 3 | Pontecagnano Faiano | 23-25, 25-11, 23-25, 25-14, 12-15 |
| 6ª giornata - 13 novembre 2011 PalaSchiavo, Battipaglia               | Pontecagnano Faiano | 0 - 3 | Crema               | 14-25, 15-25, 23-25               |
| 7ª giornata - 20 novembre 2011 PalaSassi, Matera                      | Time Matera         | 0 - 3 | Pontecagnano Faiano | 22-25, 20-25, 21-25               |
| 8ª giornata - 27 novembre 2011 PalaSchiavo, Battipaglia               | Pontecagnano Faiano | 3 - 0 | Forlì               | 25-19, 25-17, 25-19               |
| 9ª giornata - 4 dicembre 2011 PalaRota, Mercato San Severino          | Rota                | 3 - 0 | Pontecagnano Faiano | 25-19, 25-11, 26-24               |
| 10ª giornata - 8 dicembre 2011 PalaMacchitella, San Vito dei Normanni | San Vito            | 3 - 1 | Pontecagnano Faiano | 17-25, 25-22, 25-20, 25-23        |
| 11ª giornata - 11 dicembre 2011 PalaSchiavo, Battipaglia              | Pontecagnano Faiano | 1 - 3 | Cuatto Giaveno      | 25-23, 21-25, 25-27, 14-25        |
| 12ª giornata - 18 dicembre 2011 PalaSchiavo, Battipaglia              | Pontecagnano Faiano | 0 - 3 | Busnago             | 23-25, 16-25, 24-26               |
| 13ª giornata - 26 dicembre 2011 PalaParenti, Santa Croce sull'Arno    | Santa Croce         | 3 - 0 | Pontecagnano Faiano | 25-21, 25-17, 25-18               |
| 14ª giornata - 8 gennaio 2012 PalaPicentia, Pontecagnano Faiano       | Pontecagnano Faiano | 0 - 3 | Loreto              | 24-26, 18-25, 19-25               |
| 15ª giornata - 15 gennaio 2012 Palazzetto dello sport, Frosinone      | IHF                 | 3 - 0 | Pontecagnano Faiano | 25-13, 25-18, 31-29               |

#### Girone di ritorno
| 16ª giornata - 22 gennaio 2012 PalaPicentia, Pontecagnano Faiano  | Pontecagnano Faiano | 3 - 0 | Antares             | 26-24, 25-23, 25-17               |
| 17ª giornata - 29 gennaio 2012 PalaGeorge, Montichiari            | Verona              | 3 - 0 | Pontecagnano Faiano | 25-13, 30-28, 25-18               |
| 18ª giornata - 3 marzo 2012 PalaPicentia, Pontecagnano Faiano     | Pontecagnano Faiano | 0 - 3 | Casalmaggiore       | 24-26, 17-25, 19-25               |
| 19ª giornata - 15 marzo 2012 PalaLiabel, Salsomaggiore Terme      | Terre Verdiane      | 3 - 0 | Pontecagnano Faiano | 27-25, 25-21, 25-20               |
| 20ª giornata - 19 febbraio 2012 PalaPicentia, Pontecagnano Faiano | Pontecagnano Faiano | 3 - 1 | Soverato            | 25-21, 20-25, 25-21, 25-22        |
| 21ª giornata - 26 febbraio 2012 PalaBertoni, Crema                | Crema               | 3 - 0 | Pontecagnano Faiano | 25-15, 25-18, 25-12               |
| 22ª giornata - 11 marzo 2012 PalaPicentia, Pontecagnano Faiano    | Pontecagnano Faiano | 3 - 0 | Time Matera         | 25-19, 25-9, 25-19                |
| 23ª giornata - 18 marzo 2012 PalaRomiti, Forlì                    | Forlì               | 3 - 0 | Pontecagnano Faiano | 25-21, 26-24, 25-19               |
| 24ª giornata - 25 marzo 2012 PalaPicentia, Pontecagnano Faiano    | Pontecagnano Faiano | 3 - 1 | Rota                | 25-15, 18-25, 25-22, 25-23        |
| 25ª giornata - 1º aprile 2012 PalaPicentia, Pontecagnano Faiano   | Pontecagnano Faiano | 3 - 1 | San Vito            | 25-22, 25-17, 22-25, 25-16        |
| 26ª giornata - 7 aprile 2012 Palazzetto dello Sport, Giaveno      | Cuatto Giaveno      | 3 - 2 | Pontecagnano Faiano | 25-14, 25-19, 23-25, 21-25, 17-15 |
| 27ª giornata - 15 aprile 2012 PalaBusnago, Busnago                | Busnago             | 2 - 3 | Pontecagnano Faiano | 25-21, 23-25, 25-18, 22-25, 15-12 |
| 28ª giornata - 22 aprile 2012 PalaPicentia, Pontecagnano Faiano   | Pontecagnano Faiano | 0 - 3 | Santa Croce         | 23-25, 16-25, 16-25               |
| 29ª giornata - 25 aprile 2012 PalaSerenelli, Loreto               | Loreto              | 3 - 1 | Pontecagnano Faiano | 25-22, 26-28, 25-16, 25-17        |
| 30ª giornata - 29 aprile 2012 PalaPicentia, Pontecagnano Faiano   | Pontecagnano Faiano | 3 - 1 | IHF                 | 19-25, 25-22, 25-9, 25-16         |